# 塞舒-迪安西昂伊什
塞舒-迪安西昂伊什是葡萄牙布拉干萨区的一个堂区。总面积23.99平方公里，总人口290人，人口密度12.1人/平方公里。